# Pirne Peak
Der Pirne Peak (englisch; bulgarisch връх Пирне wrach Pirne) ist ein felsiger und 600 m hoher Berg an der Oskar-II.-Küste des Grahamlands auf der Antarktischen Halbinsel. Er ragt 13,7 km nordöstlich des Mount Bistre, 13,18 km südlich des Sekirna Spur, 13,4 km westlich des Mural-Nunataks und 18 km nordwestlich des Whiteside Hill am nordöstlichen Ausläufer des Rugate Ridge am Ufer des Vaughan Inlet auf. Der Green-Gletscher liegt nordwestlich, der Mussina-Gletscher südwestlich von ihm.
Britische Wissenschaftler kartierten ihn 1978. Die bulgarische Kommission für Antarktische Geographische Namen benannte ihn 2013 der Ortschaft Pirne im Südosten Bulgariens.